# Hewittia gracilis
Hewittia gracilis Lessert, 1928 è un ragno appartenente alla famiglia Thomisidae.
È l'unica specie nota del genere Hewittia.

## Distribuzione
L'unica specie oggi nota di questo genere è stata rinvenuta in Congo: tre esemplari femminili sono stati rinvenuti nella località di Faradje, nella provincia settentrionale dell'Haut-Uélé

## Tassonomia
Dal 1928 non sono stati esaminati altri esemplari, né sono state descritte sottospecie al 2014.